# Causalidad de Granger
Causalidad de Wiener-Granger o Test de Wiener-Granger: Desarrollado por el Premio en Ciencias Económicas en memoria de Alfred Nobel (año 2003) Clive W. J. Granger (1934-2009), a partir de las indicaciones de Norbert Wiener. Es un test consistente en comprobar si los resultados de una variable sirven para predecir a otra variable, si tiene carácter unidireccional o bidireccional. Para ello se tiene que comparar y deducir si el comportamiento actual y el pasado de una serie temporal A predice la conducta de una serie temporal B. Si ocurre el hecho, se dice que “el resultado A” causa en el sentido de Wiener-Granger “el resultado B”; el comportamiento es unidireccional. Si sucede lo explicado e igualmente “el resultado B” predice “el resultado A”, el comportamiento es bidireccional, entonces “el resultado A” causa “el resultado B”, y “el resultado B” causa “el resultado A”.

## Extensiones
La ampliación de la causalidad de Granger para incorporar su naturaleza dinámica y variable en el tiempo permite una comprensión más matizada de cómo evolucionan con el tiempo las relaciones causales en los datos de series temporales.La metodología utiliza técnicas recursivas como las ventanas Expansiva hacia delante (FE), Rodante (RO) y Evolutiva recursiva (RE) para superar las limitaciones de las pruebas tradicionales de causalidad de Granger y comprender los cambios en las relaciones causales a lo largo de distintos periodos.Un aspecto central de esta metodología es el comando 'tvgc' de Stata.Las aplicaciones empíricas, como los datos relativos a las tasas de transacción y los subsistemas económicos de Ethereum, ponen de relieve la naturaleza dinámica de las relaciones económicas a lo largo del tiempo.